# Danska Västindien
Danska Västindien (danska: Dansk Vestindien), numera känt som Amerikanska Jungfruöarna, var en koloni som Danmark ägde i Karibien från 1672 till 1917. Danska Västindien var belägen på öarna Saint Croix (på danska Sankt Croix),  Saint John (på danska Sankt Jan) och Saint Thomas (på danska Sankt Thomas) samt på ett antal mindre obebodda öar. De tre större öarna ligger i den sydvästra delen av Jungfruöarna (engelska: Virgin Islands), på danska kallade Jomfruøerne.

## Historia
Danska sjöfarare, utsända av affärsmän från Köpenhamn, besatte 1666 ön Saint Thomas, som då var obebodd. Svårigheterna att driva en koloni visade sig dock vara för stora och de överlevande kolonisterna återvände till Danmark.

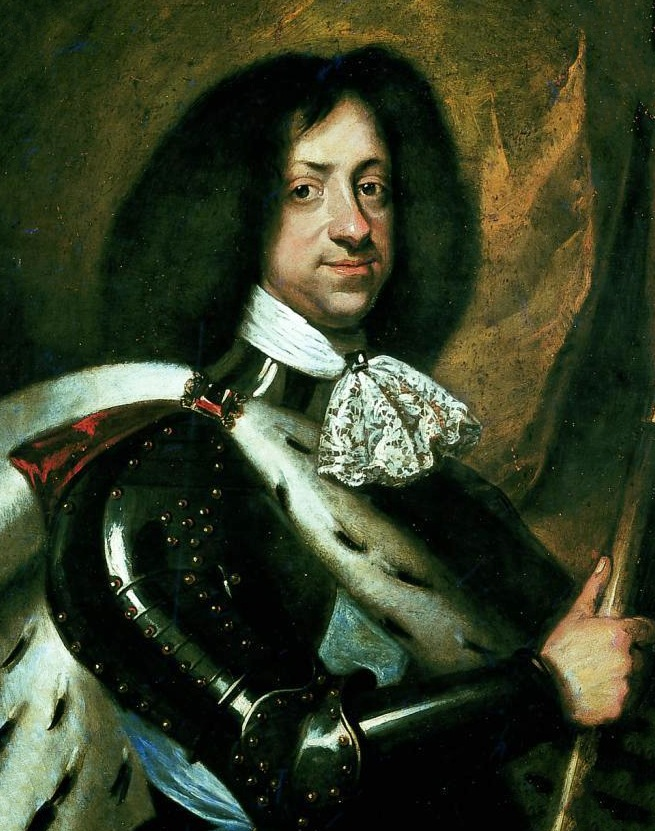
Kristian V, dansk kung 1670-1699.

Efter att Kristian V bestigit den danska tronen 1670 rådde det en mer positiv inställning till dansk kolonisation. Kristian V grundade därför 1671 Danska Västindiska Kompaniet (på danska Vestindisk kompagni, senare Det Vestindisk-Guineiske kompagni) som fick i uppdrag att kolonisera Saint Thomas "eller Amerikas fastland". I maj 1672 lyckades kompaniet etablera ett permanent fotfäste på Saint Thomas. Kompaniet skötte därefter administration, handel och plantagedrift fram till 1755, då den danska staten tog över. I andra delar av Jungfruöarna etablerade holländarna en koloni 1666, och engelsmännen 1667, vilket blev grunden till Brittiska Jungfruöarna.
Danmark gjorde formellt anspråk på Saint John från 1675, men låg i tvist med Storbritannien om ön fram till 1718. Detta år koloniserades även Saint John. År 1733 köpte kompaniet Saint Croix från det franska Västindiska kompaniet.
Sankt Croix var centrum för plantageverksamheten, som främst omfattade sockerplantager men också produktion av bomull och tobak. Utskeppning skedde från Christiansted. Arbetskraften utgjordes av afrikanska slavar och 1754 fanns i Danska Västindien ungefär 14 000 slavar och 1 750 vita kolonister.
I mitten av 1720-talet rådde svår torka på öarna, med livsmedelsbrist till följd, vilket särskilt drabbade slavarna. 1733 uppstod åter torka och problem med livsmedelsförsörjningen. Detta ledde till ett blodigt slavuppror på Saint John, bland de slavar som nyligen hade anlänt från Afrika och hade erfarenhet av ett liv fritt från slaveri. Guvernör Philip Gardelin försökte slå ner upproret, men på grund av den täta vegetationen på Saint John tog det ett halvår och krävdes fransk hjälp att återfå full kontroll.
1754 såldes öarna till den danske kungen och blev en av de kungliga danska kolonierna.

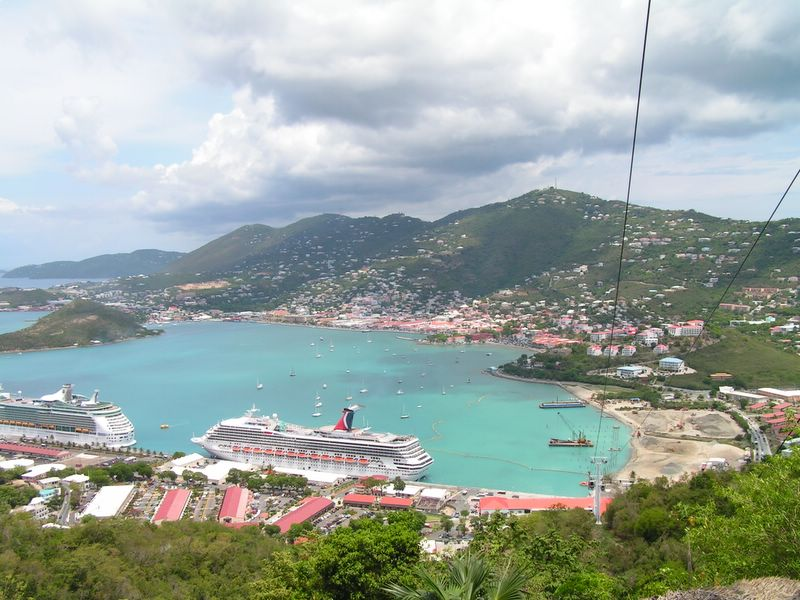
Vy över hamnen i Charlotte Amalie (2006).

Frihamnsordningen 1764 ledde till att Saint Thomas med en utmärkt naturhamn i Charlotte Amalie blev ett centrum för handeln i Karibien. Sockerproduktionen på Saint Croix förblev dock den viktigaste intäktskällan för kolonin fram till konjunkturnedgången 1820, varefter sockret minskade i betydelse.
Under Napoleonkrigen var öarna tidvis ockuperade av britterna, först från mars 1801 till den 27 mars 1802 och återigen från december 1807 till den 20 november 1815, då de återlämnades till Danmark.
I början av 1820-talet frigjorde sig de spanska kolonierna från den spanska kronan. Detta ledde till att handeln med Sydamerika öppnades upp för danskarna och att Saint Thomas under några årtionden upplevde en guldålder som handelscentrum i Västindien.
1848 avskaffades slaveriet. Inledningsvis var planen att avskaffa slaveriet successivt under tolv år, efter beslut av kung Kristian IX. Efter att 8 000 slavar marscherat mot Frederiksted på Saint Croix för att ställa krav på omedelbar frigivning, beslöt guvernör Peter von Scholten att omedelbart förklara slavarna fria. De var dock tvungna att skriva under arbetskontrakt som band arbetarna och deras familjer till plantageägarna.
Kolonins lönsamhet minskade efter 1870 på grund av fallande sockerpriser, produktion av betsocker i Europa samt andra segelrutter på grund av att större ångfartyg kunde nå sin destination utan att bunkra på Saint Thomas. Detta förebådade slutet på den danska kolonialperioden. Befolkningen i Danska Västindien minskade från cirka 40 000 år 1850 till cirka 34 000 år 1880.

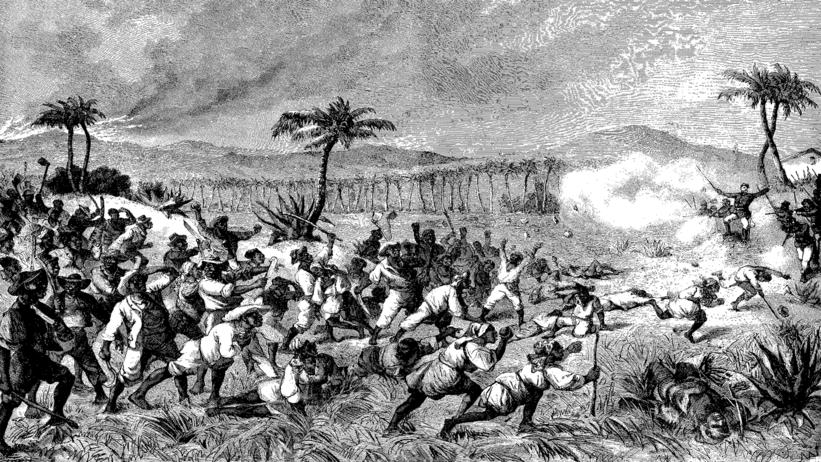
Illustration av arbetarupproret på Saint Croix från Illustreret Tidende, november 1878.

1878 utbröt ett arbetaruppror på Saint Croix, då stora delar av Fredriksted och hälften av öns plantager sattes i brand.
Flera försök att sälja öarna till USA genomfördes utan framgång, första gången 1867 och andra gången 1902. Efter Spansk-amerikanska kriget 1898 hade USA tagit över Puerto Rico, som ligger på öar strax väster om Danska Västindien. Den tilltänkta försäljningen 1902, som skulle inbringat 5 miljoner dollar, stoppades av Landstinget, bland annat för att invånarna inte skulle få bestämma i en folkomröstning eller få amerikanskt medborgarskap. Under första världskriget befarade USA att Tyskland skulle göra en inbrytning i Karibien via de danska öarna, och Danmark hade släppt kraven på en folkomröstning på ön, vilket innebar att köpet av öarna nu kunde genomföras. I december 1916 såldes öarna till USA för 25 miljoner dollar. Före köpet slutfördes genomfördes en folkomröstning i Danmark 14 december 1916, där 64,2 % röstade för en försäljning. Den danska administrationen slutade officiellt den 31 mars 1917, och öarna blev istället Amerikanska Jungfruöarna.